# Central hidroeléctrica de Blanda

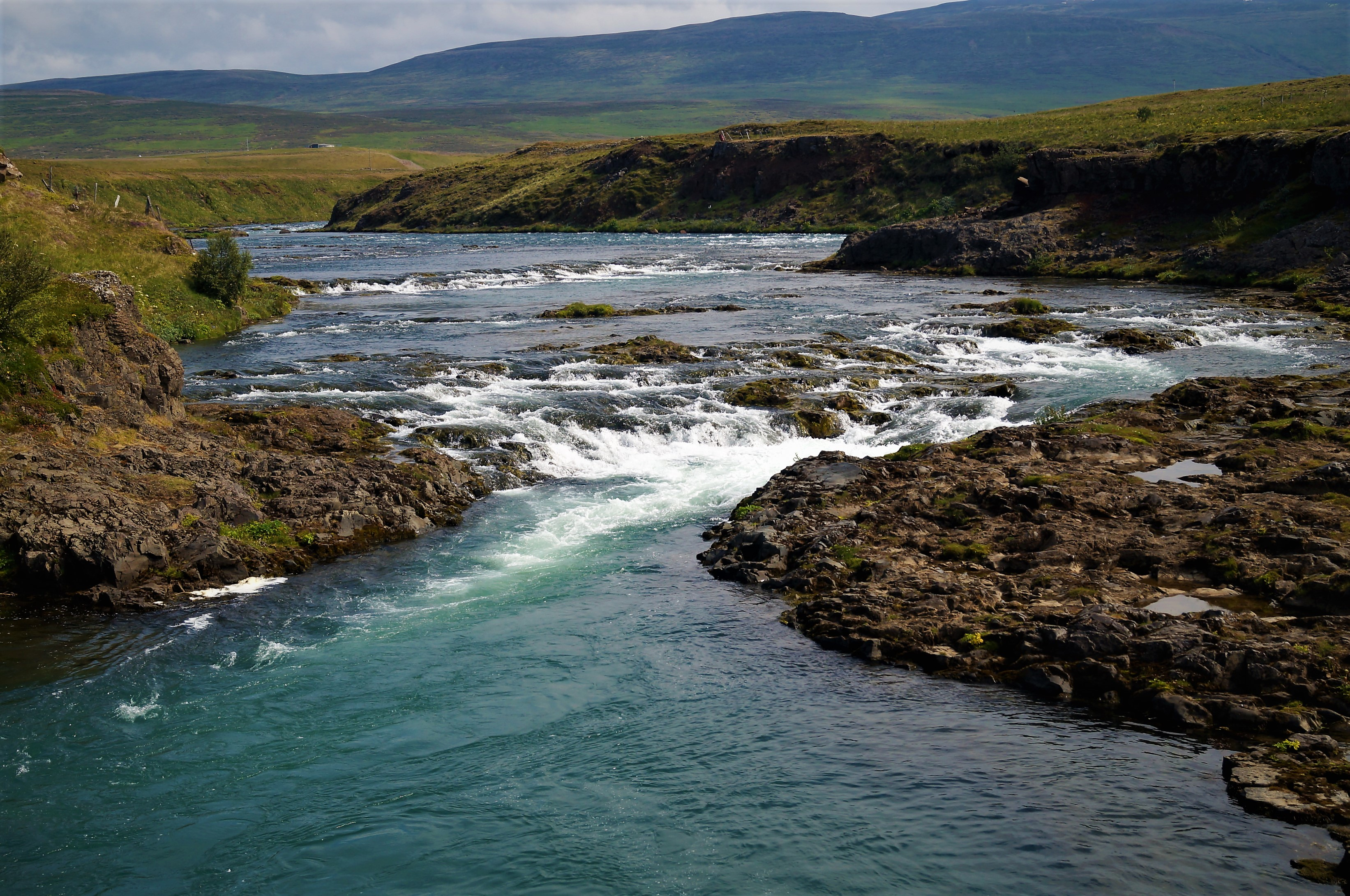
Río Blanda a su paso por Blönduós.

La central hidroeléctrica de Blanda (en islandés: Blöndustöð) es una central hidroeléctrica situada en el norte de Islandia, cerca de la carretera Kjölur. Está operada por Landsvirkjun. Es el primer proyecto hidroeléctrico importante del país diseñado completamente por islandeses.

## Características
El embalse de Blanda mide 44 m de altura por 800 m de anchura y, junto con el embalse de Kolka, de 25 m de altura y 1300 m de anchura, forma el embalse de Blöndulón, con una superficie de 57 km² y un volumen de 400 hm³. El agua es conducida hacia una serie de canales y hacia un tercer embalse, el embalse de Gilsá, de 34 m de altura y 1000 m de anchura. El agua cae por un desnivel de 287 m a través de una tubería forzada y pasa a través de tres turbinas Francis de 50 MW cada una. Tras un túnel de 1700 m de longitud, el agua vuelve a su curso natural. Las turbinas están situadas a 200 m bajo tierra y son accesibles mediante ascensores desde la estación de control ubicada en la superficie, o a través de un túnel de 800 m para los vehículos.